# Now That We're Dead
«Now That We're Dead» (укр. Тепер, коли ми мертві) — пісня американського рок-гурту Metallica, що вийшла 2017 року. Четвертий сингл з альбому Hardwired…To Self-Destruct.
«Now That We're Dead» стала четвертим синглом з альбому Metallica Hardwired … to Self-Destruct, і вийшла вже після релізу альбому — 18 квітня 2017 року. У порівнянні з іншими піснями з альбому, такими як «Hardwired» або «Spit Out the Bone», «Now That We're Dead» є хоча і важкою, але більш атмосферною та «розслабленою». Протягом роботи над альбомом гурт поступово робив її все більш точною та виваженою, але тим самим «вибивав з неї життя». Врешті решт, порівнявши результат із версією, записаною під час препродакшену, було вирішено відмовитися від точності виконання, зберігаючи оригінальний настрій пісні. Пісня розпочинається з барабанного акомпанементу, після якого йдуть павер-акорди, схожі на легендарну «Enter Sandman». Ларс Ульріх пропонував Гетфілду записати вокал так, щоб передати злість, яку можна було відчути на завершальному трекові з альбому St. Anger (2003) «All Within My Hand»; натомість фронтмен тримав в голові «Wherever I May Roam» з «Чорного альбому».
«Now That We're Dead» стала однією з найпопулярніших пісень гурту під час концертного турне. Під час її виконання наживо в середині пісні на сцені з'являлися додаткові барабани, в які били всі четверо музикантів Metallica. Також пісня примітна тим, що 2020 року під неї виходив на ринг реслер Трунар, який проводив свій останній бій. 